# Децца, Паоло
Паоло Децца (итал. Paolo Dezza; 13 декабря 1901, Парма, королевство Италия — 17 декабря 1999, Рим, Италия) — итальянский кардинал, иезуит, крупный католический богослов, не имевший епископской ординации. Кардинал-дьякон с титулярной диаконией Сант-Иньяцио-ди-Лойола-а-Кампо-Марцо с 28 июня 1991.